# Тридцать шесть ступеней Шаолиня
«Тридцать шесть ступеней Шаолиня» (кит. упр. 少林三十六房, пиньинь Shàolín sān shí liù fáng) — фильм режиссёра Лю Цзяляна. Также известен под названием «Тридцать шестая комната Шаолиня».
В 1988-90 годах фильм наряду с трилогией «Храм Шаолиня» демонстрировался в СССР в рамках телепередачи «Клуб путешественников» (все фильмы разделены на пятнадцатиминутные отрывки, в каждый выпуск было включено по одному отрывку).

## Сюжет
Сань Дэ вступает в отряды повстанцев против владычества маньчжуров, завоевавших Китай. Но их силы разгромлены, друзья и члены семьи Сань Дэ погибают. В стремлении отомстить он отправляется в Шаолинь изучать кунфу. Долгое обучение делает из него превосходного мастера боевых искусств. Он возвращается на родину и побеждает своего главного врага — маньчжурского наместника.

## В ролях
| Актёр        | Роль              |
| ------------ | ----------------- |
| Лю Цзяхуэй   | Лю Юйдэ / Сань Дэ |
| Ван Юй       | ученик Сань Дэ    |
| Ло Ле        | генерал Тянь Да   |
| Лю Цзяюн     | генерал Инь       |
| Сюй Шаоцян   | Лу Ацай           |
| Юй Ян        | Хун Сикуань       |
| Чжан Улан    | лорд Чэн          |
| Тан Вэйчэн   | лорд Тан Саньяо   |
| Хуа Лунь     | соученик Лю Юйдэ  |
| Хань Гоцай   | Линь Чжэнь        |
| Фрэнки Вэй   | учитель Хо        |
| Чэнь Сыцзя   | Ин Пинь           |
| Ван Цинхэ    | отец Лю Юйдэ      |
| Юнь Сиутхинь | аббат             |

## Рецензии
- Marty Mapes. Review (англ.). UGO.com. Дата обращения: 14 апреля 2011. Архивировано 28 августа 2011 года.
- Todd Gilchrist. DVD Review (англ.). IGN (6 июля 2007). Дата обращения: 14 апреля 2011. Архивировано 28 августа 2011 года.